# 1237
Cette page concerne l'année 1237  du calendrier julien.
L'année 1237 est une année commune qui commence un jeudi.

## Événements
- 2 avril : Thomas II de Piémont devient comte de Flandre par son mariage avec Jeanne de Flandre[1].
- Avril : Vienne s’émancipe de l’autorité du duc d’Autriche et devient ville impériale[2]. L’Autriche est divisée en Basse-Autriche, autour de Vienne, résidence ducale, et en Haute-Autriche, avec Linz pour capitale. L’empereur Frédéric II conçoit le projet de créer un royaume d’Autriche pour sa famille qui aurait réuni les duchés d’Autriche, de Styrie et de Carniole. Le projet échoue.
- 14 mai, Viterbe[3] : fusion des ordres des chevaliers teutoniques et des chevaliers porte-glaives. La Livonie passe sous leur domination (fin en 1561).
- 31 mai : début du règne de Kay Khusraw II, sultan Saljûqide de Rum[4] (fin en 1246).
- Printemps, Russie : Batu vainc les Kiptchak qui se rallient. Seul le khan Batchman résiste plus longtemps, mais vaincu, il est coupé en deux sur ordre de Mongke[5].
- 7 juin : Robert d'Artois reçoit à sa majorité le comté d'Artois en apanage de son frère le roi de France Louis IX[6].
- Juillet : la diète de Spire ratifie l'élection comme roi des Romains du second fils de Frédéric II, Conrad IV, âgé de neuf ans[7].
- 24 juillet : les inquisiteurs excommunient le viguier et les consuls de Toulouse qui ont refusé d'exécuter les sentences prononcées contre les hérétiques. Raymond VII de Toulouse obtient la suspension de l'Inquisition dans ses États pour quatre ans, effective en octobre[8].
- 15 août : les Aragonais remportent la bataille du Puig de Cebolla qui leur ouvre la route de Valence[9].
- 25 septembre : le traité d'York est conclu entre les rois Henri III d'Angleterre et Alexandre II d'Écosse[10].
- 16 novembre : Jean Ier le Roux fait hommage au roi de France à Paris[11]. Pierre Mauclerc, devenu en 1213, après son mariage avec Alix de Thouars, « baillistre » du duché de Bretagne, c'est-à-dire en quelque sorte duc de Bretagne, laisse le duché de Bretagne à son fils à sa majorité.
- 27 novembre : Frédéric II vainc les villes lombardes à Cortenuova[12]. Il affirme sa volonté de les soumettre à merci et d’installer sa capitale à Rome. Grégoire IX fait alliance avec la ligue lombarde et excommunie de nouveau Frédéric (1239).
- Hiver : les Mongols de Batu marchent contre les principautés russes divisées.
- 16 - 21 décembre : les Mongols dévastent Riazan. Sa population est exterminée et la ville incendiée. Le prince de Riazan Youri Ingvarevitch trouve la mort sous les murs de la ville[13]. Batu prend Kolomna, Moscou, Souzdal, Vladimir (7 février 1238).
- 9 décembre[14] : bulle du pape Grégoire IX prêchant une seconde croisade menée par les Suédois en Finlande en 1238-1239[15].

- Fondation d'Elbing en Prusse par les Chevaliers Teutoniques (Elbląg en Pologne)[16].
- Stettin reçoit le droit allemand par une charte du duc Barnim[17].
- Ouverture de la route du col du Saint-Gothard, la plus courte entre l’Allemagne et l’Italie, par la construction d’un pont suspendu[18].